# Andrea Nahles

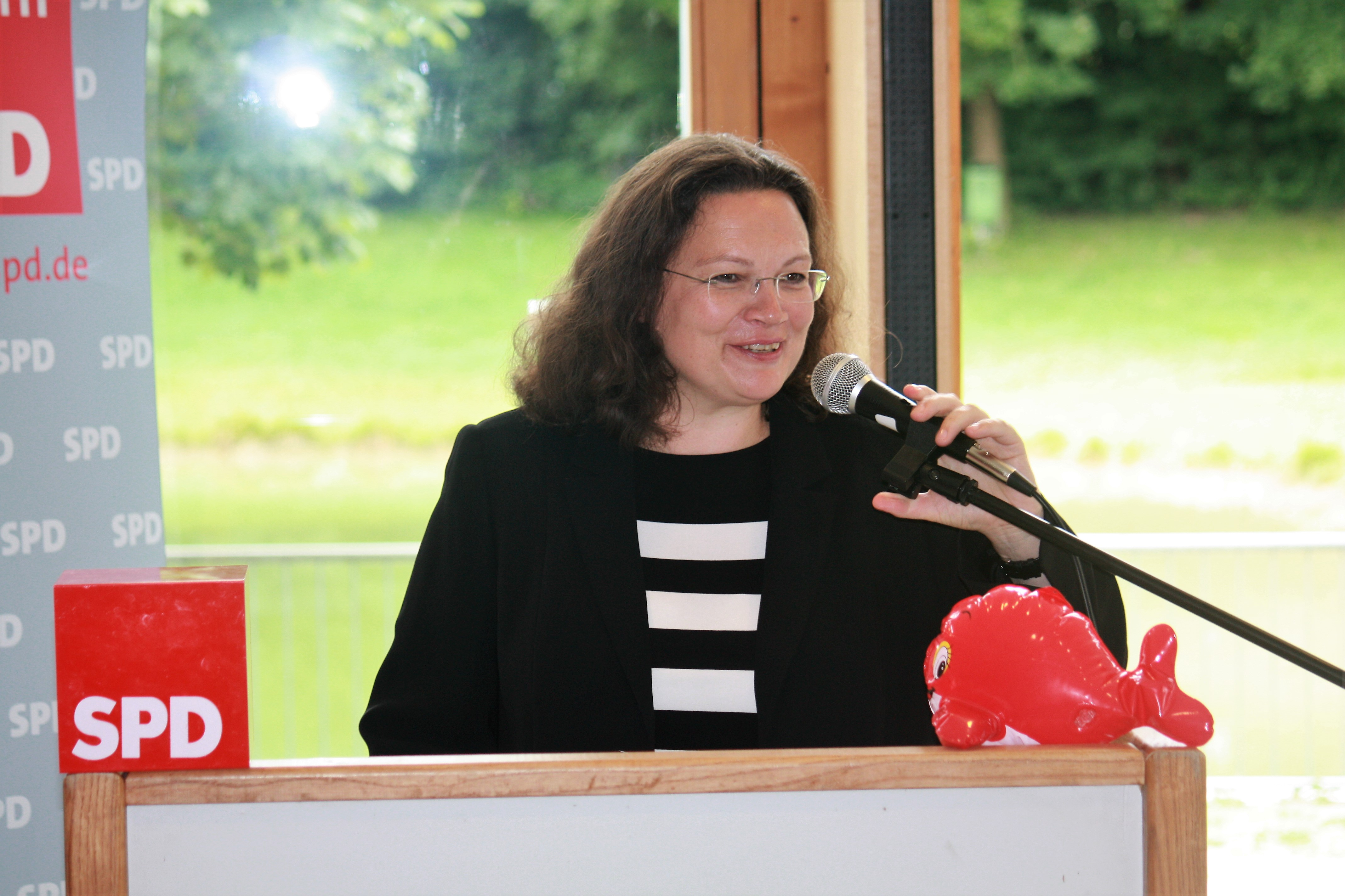
Andrea Nahles (2017)

Andrea Maria Nahles (Mendig, Rijnland-Palts, 20 juni 1970) is een Duitse politica van de SPD. Ze is lid van de Bondsdag en was eerder voorzitter van de Jusos (de SPD-jongerenorganisatie). Binnen de partij was zij een bekende critica van Gerhard Schröders Agenda 2010 en mede daarom wordt zij beschouwd als de woordvoerster van de linkervleugel binnen de SPD, maar ze kiest de laatste jaren toch voor een meer pragmatische middenkoers.
Van 17 december 2013 tot en met 28 september 2017 was zij minister van Arbeid en Sociale Zaken in het kabinet-Merkel III. Nahles werd na de Bondsdagverkiezingen van 28 september 2017 fractievoorzitter van de SPD-fractie in de Bondsdag en werd in april 2018 partijleider, Begin juni 2019 trad ze als voorzitter af, mede als gevolg van de voor de SPD erg slechte resultaten bij de EU-verkiezingen van mei 2019, waarbij ze tegelijk ook de Duitse Bondsdag verliet.

## Opleiding
Andrea Nahles studeerde politiek, filosofie en Duits aan de Universiteit van Bonn, terzelfder tijd werkte ze als parlementair assistent. Sinds 2004 werkt ze verder aan het Germanistisches Seminar van de Rheinischen Friedrich-Wilhelms-Universiteit in Bonn aan een doctoraat, waarvoor zij een dissertatie zal maken met als titel/onderwerp de „Invloed van Walter Scott link op de ontwikkeling van de historische roman in Duitsland“.

## Politiek
In 1988 werd ze lid van de SPD en in 1989 start ze mee een lokale SPD-afdeling in haar woonplaats Weiler op.
Tussen 1993 en 1995 zat zij de organisatie van de Jonge socialisten (meestal afgekort tot Jusos) van de deelstaat van Rijnland-Palts voor. Van 1995 tot 1999 was zij de federale voorzitter van Jusos. Vanaf 1997 is ze ook lid (vicevoorzitter) van het dagelijks bestuur van de SPD, sinds 2003 ook van het 16-koppig SPD presidium. In 2000 was ze een van de bezielers en de eerste voorzitster van het "Forum Demokratische Linke 21", een linkse denktank binnen de SPD.
In 1998 werd ze voor het eerst verkozen als volksvertegenwoordiger in de Bundestag maar ze verloor haar  mandaat in 2002, sinds 2005 is ze terug in de Bundestag.
Tussenin werkte ze gedurende een jaar voor de vakbond IG Metaal in Berlijn, alvorens in 2004 met haar doctoraat te beginnen. 
Verder is ze lid van Attac-Duitsland en zat ze in de beheerraad voor de ZDF en Eurosolar, de non-profit Europese vereniging voor hernieuwbare energie.
Op het partijbestuur van 31 oktober 2005 werd zij met 23 stemmen tegen 14 genomineerd als volgende secretaris-generaal van de SPD.
Zij won die verkiezing van Kajo Wasserhövel, de kandidaat die door Franz Müntefering werd gesteund. Ten gevolge van dit verlies kondigt Müntefering -de rechterhand van Gerhard Schröder- aan dat hij zich geen kandidiaat stelt voor het voorzitterschap van SPD die later op een  buitengewoon congres van 14-16 november werd gekozen. Op die volgende partijdagen in Karlsruhe werd de consensusfiguur Matthias Platzeck als nieuwe partijvoorzitter gekozen, Andrea Nahles trok haar kandidatuur daarom terug en zo werd Hubertus Heil de nieuwe secretaris-generaal.
Op 7 februari 2018 stelde Nahles zich kandidaat als partijvoorzitter van de SPD. Ze maakte ook deel uit van het onderhandelingsteam voor de nieuwe grote coalitie. Haar kandidatuur voor het voorzitterschap werd op 22 april 2018 ter stemming aan een buitengewoon partijcongres voorgelegd. Tot die dag was Olaf Scholz, burgemeester van Hamburg, waarnemend partijvoorzitter. Op 22 april 2018 werd Nahles gekozen als partijvoorzitter van de SPD. Zij volgde Martin Schulz op en werd daarmee de eerste vrouwelijke leider van de SPD sinds de oprichting in 1891.
Nahles bleef omstreden in de partij. De rechterkant zag in haar een linkse politica vanwege haar verleden, de linkerkant was boos vanwege haar weg naar het politieke midden. Ze werd met een bijzonder slecht resultaat tot voorzitter gekozen. Omstreden was Nahles ook vanwege haar jolig optreden dat meer bij een jongsocialist dan bij een partij- en fractievoorzitter paste. Op 2 juni 2019, na de Europese verkiezingen met een teruggang van 27 naar 15 procent, en na een fractievergadering met veel kritiek op haar, kondigde ze aan dat ze de politiek gaat verlaten.
- Gemeinsame Normdatei: 123778964
- International Standard Name Identifier: 0000 0000 4887 738X
- Library of Congress Control Number: no2003018973
- Nationale Bibliotheek van Polen: a0000003736727
- Système universitaire de documentation: 161744311
- Virtual International Authority File: 35372878
- WorldCat: E39PBJc7XKrpJdB9VfjcY39kXd